# Christophe Lemaitre
Christophe Lemaitre (pronunciat: [kʁistɔf ləmɛtʁ]) (Annecy, 11 de juny de 1990) és un atleta francès, especialitzat en les proves dels 100 i 200 metres llisos. Ostenta el rècord francès dels 100 metres aturant el cronòmetre a 9,95 segons, convertint-se així en el primer i únic home de pell blanca que ha rebaixat la barrera dels deu segons en un esdeveniment oficial cronometrat. En 200 metres també ostenta rècord francès, amb un temps de 19,80 segons.
Als vint anys ja havia guanyat els 100 m., 200 m., i el 4x100 metres relleus al Campionat d'Europa de 2010, esdevenint el primer velocista a aconseguir el triplet i, convertint-se així, en l'home més ràpid d'Europa.

## Trajectòria

### Inicis
Lemaitre va créixer a la ciutat de Culoz, on practicà handbol, rugbi i futbol, abans que descobrís la seva gran velocitat. El 2005, als quinze anys, durant un torneig de velocistes, va aconseguir la millor marca nacional dels 50 metres llisos.

### 2008-09
Al Campionat del Món júnior d'atletisme de 2008, disputat a Bydgoszcz (Polònia), guanyà el títol de 200 metres llisos amb un temps de 20'83 segons.
Al Campionat d'Europa júnior d'atletisme de 2009, disputat a Novi Sad (Sèrbia), no només va guanyar la medalla d'or en 100 metres llisos sinó que establí un nou rècord del campionat europeu júnior amb una marca de 10'04 segons. Lemaitre va obtenir el Premi a l'Atleta Revelació Europeu de l'Any, pels seus triomfs durant l'any 2009.

### 2010
Va començar la temporada amb una marca de 10'09 segons a Aix-les-Bains, abans de guanyar a Vénissieux amb un temps de 10'24 segons i un vent contrari de -2'2 m/s. Va córrer al Campionat Nacional Francès de Clubs, el maig de 2010 a Franconville, registrant una nova millor marca personal en 100 m. en aturar el cronòmetre en 10'03 segons, encara que estava decebut per haver perdut davant de Ronald Pognon, qui certificà un nou rècord nacional amb 9'99 segons. Va intentar de nou rebaixar conquistar la victòria als Campionat d'Europa per equips de 2010 i, encara que va fracassar, obtingué la segona posició en favor de Dwain Chambers, tot i fer la seva millor marca personal de 10'02 segons.

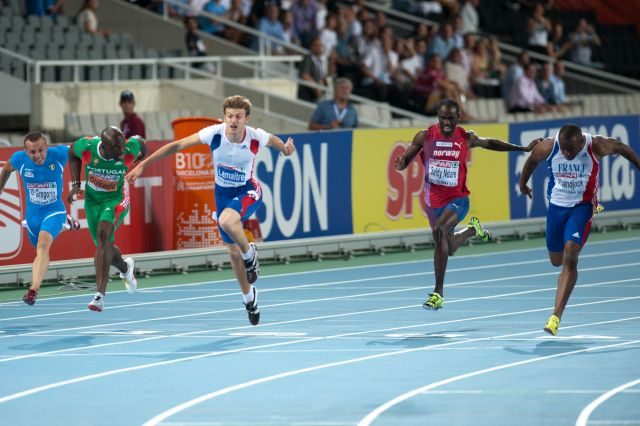
Lemaitre guanyant la final dels 100 m. a Barcelona 2010.

El 9 de juliol de 2010, esdevingué el primer no-africà occidental per descendència, i el primer blanc a córrer els 100 metres per sota la barrera dels deu segons amb un temps de 9'98. Posteriorment digué "Aquest era el meu objectiu per descomptat. Hom ha de córrer per sota dels deu segons per tal de formar part dels millors del món. Seré recordat com el primer blanc a aconseguir-ho, però avui és principalment un dia històric per mi mateix.". Un dia després, igualà el rècord nacional dels 200 metres llisos amb un temps de 20'16 segons.
Va aconseguir la medalla d'or a la prova dels 100 m. al Campionat d'Europa d'atletisme de 2010 de Barcelona amb un temps de 10'11. L'endemà, després d'avançar còmodament a les classificatòries de 200 metres llisos, aconseguí proclamar-se doble campió europeu en vèncer a la recta final amb un temps de 20'37 segons, guanyant al britànic Christian Malcolm per 0'01 (essent la millor marca de la temporada de Malcolm). Finalment, Lemaitre certificà el triplet de medalles d'or al vèncer a la prova de relleus 4x100 m. per davant dels combinats d'Itàlia i Alemanya, formant equip amb Jimmy Vicaut, Pierre-Alexis Pessonneaux i Martial Mbandjock, aturant el cronòmetre en 38'11 segons. Al míting mundial de la IAAF celebrat el 29 d'agost a Rieti (Itàlia) va competir als 100 metres llisos, igualant la seva millor marca a la sessió classificatòria i millorant-la en un segon a la final, amb un temps de 9'97 segons i una reacció de 0'199.

### 2011
En el Campionat d'Europa en pista coberta de 2011 va ser el més ràpid durant les primeres rondes. També va tenir el millor temps a la semifinal, però va acabar en el tercer lloc obtenint d'aquesta manera la medalla de bronze a la final.
El 7 de juny a Mont-real, a la primera Trobada dels Pro Athlé Tour va fixar el rècord nacional que tenia en un temps de 9'96 segons.
El 18 de juny va aconseguir baixar encara més el seu propi rècord, marcant un temps de 9'95 segons al Campionat d'Europa per equips a Estocolm, Suècia. Dotze dies després, el 30 de juny, va tornar a igualar la seva millor marca, aquesta vegada a Lausana (Suïssa).

## Millors marques

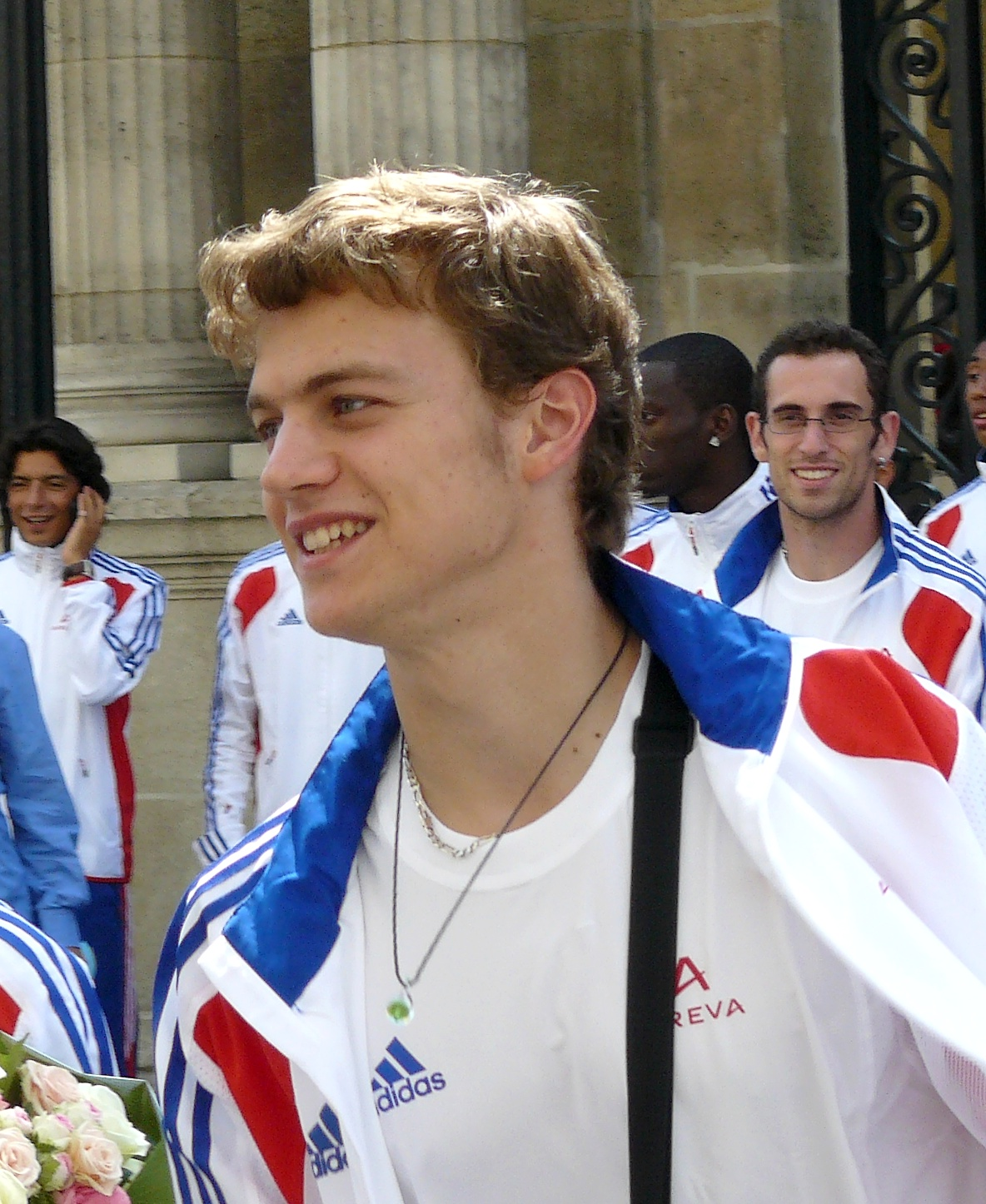
Lemaitre després de guanyar medalla a Barcelona.

Actualitzat a 22 d'agost de 2016
| Disciplina            | Temps | Vent     | Data                  | Lloc      | Rècord          |
| --------------------- | ----- | -------- | --------------------- | --------- | --------------- |
| 50 m. a interior      | 5.71  |          | 5 de març de 2010     | Liévin    | Rècord nacional |
| 60 m. a interior      | 6.55  |          | 13 de febrer de 2010  | Aubièra   | Rècord nacional |
| 200 m. a interior     | 20.43 |          | 28 de febrer de 2016  | Aubièra   |                 |
| 100 m. a exterior     | 9.92  | +2.0 m/s | 29 de juliol de 2011  | Albi      | Rècord nacional |
| 200 m. a exterior     | 19.80 | +0.8 m/s | 3 de setembre de 2011 | Daegu     | Rècord nacional |
| 4 x 100 m. a exterior | 38.11 |          | 1 d'agost de 2010     | Barcelona |                 |